# Lutana
Lutana é uma vila na comuna rural de Clela, na circunscrição de Sicasso, na região de Sicasso.

## História
Quando aparece nas fontes, diz-se que estava próximo a Sonodugu. Em 1855, o fama Daulá Traoré (r. 1845–1860) do Reino de Quenedugu encontrou-se com Pigueba Uatara do Império de Congue para negociar a paz. Eles decidiram que, em troca do fim dos conflitos, Pigueba levaria metade da população de Lutana como cativa. Em 1890, Tiebá Traoré (r. 1866–1893) sitiou Lutana com ajuda de seus aliados franceses liderados por Fernand Quiquandon.
O chefe de Lutana, Fantoni, solicitou ajuda de Quinian, que enviou tropas para auxiliá-la. Tiebá e aliados derrota o exército de alivio. O cerco durou 4 meses. Tiebá convenceu Fantoni a se render sob garantia de submissão, mas logo que apareceu diante dos sitiantes, foi acertado com um machado, a vila foi saqueada e 400 prisioneiros forma alvejados. Com essa vitória, Tiebá e os franceses se dirigiram para Quirian.